# おとめ座109番星
おとめ座109番星 (109 Virginis) はおとめ座の4等星。太陽系から約134.1光年の位置にあるA型主系列星である。

## 概要
太陽の2.5倍の太陽半径と太陽質量を持ち、恒星進化論に拠れば誕生から約3億6000万年の年月が経っているものと考えられている。赤道付近では325km/s以上の高速で自転していることから、恒星全体が赤道付近の半径が大きい扁平な形になっており、極周辺より赤道付近のほうが表面温度が低くなっている。こと座ζ1星、しし座ο星、シリウスなど他の多くのA型星のように、金属スペクトル吸収線が強化されたAm星であるとする説もあるが、恒星大気を揺るがすほどの高速自転を考慮すると疑わしい。反対に、太陽の40％程度の鉄しか持っていないとする説も提唱されている。
同じA型主系列星のベガやフォーマルハウトのような残骸円盤が確認されていないことから、既に惑星が形成されていることが期待されている。

## 学術的意義
A0IIInnのスペクトルを持つ白色の巨星である。U等級が+3.69等、B等級が+3.72等、V等級が3.73等と、波長毎の明るさに大きな差がないことから、1953年にジョンソンとモーガンが提案し、国際天文学連合に採用されたいわゆる「ジョンソンUBVシステム」において、V等級、U等級、B等級の基準とされた。UBVシステムにおいてV等級の原点は、北極標準星野にある国際式標準星の写真実視等級をV等級と同一とみなすことで定義され、U等級とB等級の原点は、A0Vのスペクトルを持つ、こと座α星（ベガ）、おおぐま座γ星、へびつかい座γ星、かんむり座α星、うみへび座C星 (HR 3314) 、そしておとめ座109番星の6つの星の平均の U-B、B-Vを0とすることで（すなわち U=B=V とすることで）定められた。